# Râul Valea cu Apă, Șcheiu
Râul Valea cu Apă sau Râul Solomon este curs de apă, afluent al râului Șcheiu. Este cunoscut în special pentru cheile sale înguste, numite Pietrele lui Solomon, situate imediat în amonte de vărsarea în râul Șchei.

## Numele tradițional
„cunoscut de localnici sub denumirea de «râul Solomon»”

## Hărți
- Harta Județului Brașov
- Harta Orașului Brașov
- Harta Munților Postăvaru  Arhivat în 3 august 2008, la Wayback Machine.